# Gefle Baseboll Club
Gefle Baseboll Club är en svensk basebollklubb från Gävle grundad 1983. Klubben håller till på Sätravallen i Gävle och spelar nuvarande i Norra Regionsserien, den näst högsta ligan i Sverige.
Klubben startades av ett gäng ungdomar år 1983 och hade dess bas på Andersbergs Idrottsplats. Efterhand växte organisationen och flyttade till Sätravallen, där de fortfarande håller till. Under hösten 2007 påbörjades ett bygge av en ny basebollplan på samma område som tidigare. Planen blev färdigställd under sommaren 2008 och invigdes i samband med klubbens 25-årsjubileum. Planen, som kallas i folkmun för Håkan Field, är känd som fördelaktig för slagmän och har följande mått; LF 87m (285'), LC 96m (315'), CF 104m (354'), RC 96m (315') samt RF 87m (285'). Likt andra erkända "hitter's ballparks" som Fenway Park har Håkan Field högre staket på de kortaste sektionerna för att normalisera homerun-frekvensen. Sedan 2011 har en ungdomsplan alt. softbollplan också uppförts på området. 
Förutom dess grundande är viktiga årtal i klubbens historia 1993, 1994, 1997 då de gick till semifinal i den högsta serien, elitserien samt 2011 då klubben bärgade sitt första Junior-SM guld. Efter ett decenniums väntan var det återigen dags att delta i den högsta serien 2007 men sejouren avslutades efter säsongen 2012 . Sen deras utträde har Gefle Baseboll Club en vinstprocent på nära .500 i Norra Regionsserien, jämfört med .218 som man hade under den senaste vistelsen i elitserien.
Sen dess grundande har klubben producerat dussintals landslagsmän och under 2014 noterades ett nytt rekord i klubben då fem individer var uttagna till att representera såväl U15, U23 som seniorlandslaget.
1. ↑  ”Gefle Svenska juniormästare i baseboll, Svenska Baseboll och Softboll Förbundet”. http://iof1.idrottonline.se/SvenskaBasebollochSoftbollForbundet/Nyheter/SBSFNyhetsarkiv/Nyhetsarkiv/GefleSvenskajuniormastareibaseboll/. Läst 3 maj 2015.
2. ↑  ”Mer och mer blågult efter satsning på unga, Gefle Dagblad”. Arkiverad från originalet den 2 augusti 2014. https://web.archive.org/web/20140802234146/http://www.gd.se/sport/mer-och-mer-blagult-efter-satsning-pa-unga. Läst 3 maj 2015.